# Bruno Mattei
Pour les articles homonymes, voir Mattei.
 (décembre 2024).
Si vous disposez d'ouvrages ou d'articles de référence ou si vous connaissez des sites web de qualité traitant du thème abordé ici, merci de compléter l'article en donnant les références utiles à sa vérifiabilité et en les liant à la section « Notes et références ».
Bruno Mattei, également connu sous les pseudonymes d'Antonio Passalia, Stefan Oblowsky ou Vincent Dawn, est un monteur, réalisateur et scénariste italien de films de série Z, né le 30 juillet 1931 à Rome, et décédé d'une tumeur cérébrale le 21 mai 2007 à Rome.

## Biographie
Bruno Mattei débute dans le cinéma en tant que monteur, comme son père, dont il reprend la société de montage dans les années 1950. Il aurait monté plus de 100 films, surtout dans le cinéma de genre populaire et continuera toujours, parallèlement à sa carrière de cinéaste, à monter des films pour d’autres productions. Il travaille ainsi aussi bien pour Sergio Sollima que pour Jesus Franco.
C’est tardivement, dans les années 1970, qu’il passe derrière la caméra : d’abord pour faire des films érotiques de commande sous divers pseudonymes, principalement dans le sous-genre women in prison ainsi que dans la nazisploitation. Il tourne même en partie le premier grand rôle d’Ilona Staller, alias « la Cicciolina », dans Cicciolina amore mio (it), un film érotique assez inoffensif qui vaudra pourtant à ses auteurs des condamnations à de la prison avec sursis.
Pour les besoins de son film Virus cannibale, il prend pour la première fois le pseudonyme Vincent Dawn, choisi en hommage à Dawn of the dead, le titre original du film Zombie de George Romero. Sous ce patronyme, il s’essaie aux différents genres en vogue dans le cinéma bis italien : le post-apocalyptique (Les Rats de Manhattan), le gore (Zombi 3, dont il reprend les rênes après que Lucio Fulci soit, selon la version officielle, tombé malade en plein tournage) ou le policier (Cop Game - Giochi di poliziotto (it)). Il fait aussi du western (Scalps d’après un scénario de Richard Harrison et Bianco apache) ou du péplum (Les 7 Gladiateurs avec Lou Ferrigno et Sybil Danning !), sans grand succès. 
Ses films se caractériseront par une forte utilisation d'images d'archives, afin de tromper le spectateur sur le lieu de l'action. Il a également réalisé des fausses suites de grands succès américains. C’est ainsi qu’après avoir longtemps caressé le projet d’un Alien 3 avant le film officiel de David Fincher il sort dès 1990 un Terminator II vite rebaptisé Shocking dark - Spectres à Venise face à des menaces de procès de Cameron et dont l’affiche possède le même visuel que l’original. Il réalisera par la suite Jaws V, une fausse suite des Dents de la mer où il utilise la musique de La Guerre des étoiles. À la suite de problèmes judiciaires, Jaws V devient Cruel Jaws.
Après avoir remplacé dans des conditions houleuses Lucio Fulci sur le plateau de Zombi 3 aux côtés de Claudio Fragasso, il profite de la présence de son équipe de tournage aux Philippines pour demander à Fragasso de tourner Zombie 4. Lui de son côté tourne en même temps Mission suicide. Mattei s’appuie d’ailleurs largement sur la force de travail de son collaborateur Claudio Fragasso en lui faisant tourner certaines scènes de ses films : Fragasso serait d’ailleurs, à l’en croire, en partie l’auteur du film Les Rats de Manhattan. Fatigué et fâché d’avoir vu Mattei tronçonner le montage de l’un de ses films, Fragasso finira par se tourner vers le cinéma de prestige (avec le polar Palerme-Milan aller simple), puis vers le petit écran.
Lorsque, dans les années 1990, la production italienne s'essouffle, Mattei se tourne vers la télévision, comme de nombreux vétérans du bis italien, où il réalise quelques téléfilms érotiques.
Mattei devient peu à peu un réalisateur culte parmi les amateurs de cinéma bis, qui décident ensuite de contribuer à financer le retour de Mattei derrière la caméra pour de petits films tournés en vidéo. Coup sur coup, Mattei retourne tourner aux Philippines des films tels que Snuff killer - La morte in diretta, Horror Cannibal, Horror Cannibal 2 et La tomba (it), qui aura le titre alternatif italien de « Non aprite quella tomba » (N'ouvrez pas cette tombe), qui plagie « Non aprite quella porta » (N'ouvrez pas cette porte), le titre italien de Massacre à la tronçonneuse. Il retrouve Mike Monty, puis Jim Gaines (en) pour les besoins de films de morts-vivants (L'Île des morts-vivants) et de women in prison (Anime perse, où Monty, décédé en août 2006, fait sa dernière apparition à l’écran). Atteint par des problèmes de santé, il sera hospitalisé en mai 2007 dans une clinique d'Ostie près de Rome, où il meurt le 21 mai 2007, alors même que son dernier film, Zombie : La Création, était proposé au marché du film de Cannes.
Il a à son actif plus de 50 films, touchant à tous les genres et sous-genres du cinéma bis, les plus « nobles » comme les plus crapuleux : la comédie érotique, la nazisploitation, la nonnesploitation, le film de zombies, le mondo, le film de cannibales, le women in prison, le péplum sadique, le film érotique, le western spaghetti, le film de guerre... Bruno Mattei est toujours considéré comme une sorte de mouton noir du cinéma bis.

## Filmographie

### En tant que réalisateur
- 1970 : Armida, il dramma di una sposa (it)
- 1975 : Emmanuelle et Françoise (Le sorelline), coréalisé avec Joe D'Amato
- 1976 : Cuginetta... amore mio! (it)
- 1977 : Hôtel du plaisir pour SS (Casa privata per le SS)
- 1977 : Camp de femmes 119 (it) (KZ9 - Lager di sterminio)
- 1977 : Le notti porno del mondo (it), coréalisé avec Joe D'Amato
- 1978 : Emanuelle e le porno notti nel mondo n.2 (it), coréalisé avec Joe D'Amato
- 1979 : Cicciolina amore mio (it), coréalisé avec Amasi Damiani et Riccardo Schicchi
- 1979 : Le Sexe interdit (it) (Sesso perverso)
- 1980 : Les Demoiselles de compagnie (La provinciale a lezione di sesso), coréalisé avec Gilbert Roussel
- 1980 : Sesso perverso, mondo violento (it)
- 1980 : Les Novices libertines (it) (La vera storia della monaca di Monza)
- 1980 : Virus cannibale (Virus), coréalisé avec Claudio Fragasso
- 1981 : L'Autre enfer (L'altro inferno), coréalisé avec Claudio Fragasso
- 1982 : Caligula et Messaline (Caligola e Messalina), coréalisé avec Antonio Passalia et Jean-Jacques Renon
- 1982 : Les Aventures sexuelles de Néron et de Poppée (Nerone e Poppea), coréalisé avec Antonio Passalia
- 1982 : Pénitencier de femmes (Violenza in un carcere femminile)
- 1983 : Les Sept Gladiateurs (I sette magnifici gladiatori), coréalisé avec Claudio Fragasso
- 1983 : Révolte au pénitencier de filles (Emanuelle fuga dall'inferno), coréalisé avec Gilbert Roussel
- 1984 : Les Rats de Manhattan (Rats - Notte di terrore), coréalisé avec Claudio Fragasso
- 1986 : Bianco Apache, coréalisé avec Claudio Fragasso
- 1987 : Appuntamento a Trieste (it) (feuilleton TV)
- 1987 : Cibles à abattre (it) (Double Target - Doppio bersaglio), coréalisé avec Claudio Fragasso
- 1987 : Scalps (Scalps, venganza india), coréalisé avec Claudio Fragasso
- 1987 : Strike Commando : Section d'assaut (Strike Commando), coréalisé avec Claudio Fragasso
- 1988 : Sortis de route, coréalisé avec Gilbert Roussel
- 1988 : Robowar - Robot da guerra
- 1988 : Cop Game - Giochi di poliziotto (it)
- 1988 : Zombi 3, coréalisé avec Claudio Fragasso et Lucio Fulci
- 1988 : Mission suicide (Trappola diabolica)
- 1989 : Nato per combattere
- 1990 : Désir (it) (Desideri)
- 1990 : Tre pesci, una gatta nel letto che scotta (it)
- 1990 : Shocking dark - Spectres à Venise (Terminator II)
- 1993 : Attrazione pericolosa (it)
- 1994 : Omicidio al telefono (it)
- 1994 : Gli occhi dentro (it)
- 1995 : Legittima vendetta (it)
- 1995 : Cruel Jaws (TV) (Jaws 5)
- 1996 : Ljuba
- 2001 : Belle da morire
- 2002 : Capriccio veneziano (it)
- 2002 : L'altra donna (vidéo)
- 2003 : Snuff killer - La morte in diretta (vidéo)
- 2003 : Horror Cannibal (Nella terra dei cannibali) (vidéo)
- 2003 : Horror Cannibal 2 (Mondo cannibale) (vidéo)
- 2004 : La tomba (it) (vidéo)
- 2005 : Un brivido sulla pelle (vidéo)
- 2005 : Segreti di donna 2 (vidéo)
- 2005 : Segreti di donna (vidéo)
- 2005 : Fuga orientale (vidéo)
- 2005 : Belle da morire 2 (vidéo)
- 2006 : Anime perse (vidéo)
- 2007 : L'Île des morts-vivants (L'isola dei morti viventi)(vidéo)
- 2008 : Zombie : La Création (Zombi: La creazione) (vidéo)

### En tant que monteur
- 1968 : Les Brûlantes (99 mujeres) de Jesús Franco
- 1972 : Meurtre dans la 17e avenue (Casa d'appuntamento) de Ferdinando Merighi

## Autour des films
- Mondo cannibale et Land of Death ont été tournés simultanément aux Philippines.
- De nombreux acteurs et figurants (phillippins, eux) ont participé à ces deux films réduisant ainsi d'autant plus les coûts.
- Bruno Mattei fut un moment évoqué comme éligible au statut de pire réalisateur de tous les temps, statut finalement remporté par Ed Wood.